# Wayne Carroll
Wayne Carroll (Melbourne, 3 gennaio 1959) è un ex cestista australiano.

## Carriera
Con l'Australia ha disputato due edizioni dei Giochi olimpici (Los Angeles 1984, Seul 1988) e due dei Campionati mondiali (1982, 1986).